# Colégio Estadual Paula Soares
O Colégio Estadual Paula Soares é uma escola pública da cidade brasileira de Porto Alegre, capital do estado do Rio Grande do Sul. Endereçado na Rua General Auto, n.° 68, no Centro Histórico da cidade, o prédio do Colégio está situado próximo à Praça Marechal Floriano Peixoto, popularmente chamada Praça da Matriz, ao lado do Palácio Piratini (sede do poder executivo estadual) e do Palácio Farroupilha (do poder legislativo estadual).

## História

### Antecedentes e prédio
O Colégio tem suas origens no "Curso Anexo à Escola Complementar de Porto Alegre", que formava professores. O "curso anexo" recebeu autonomia própria em 21 de maio de 1927, através do Ato Governamental n.° 2293/3, assinado pelo então Diretor Geral da Secretaria do Interior e Exterior, Carlos Thompson Flores. O ato tornou a professora Ana Veloso da Silveira diretora da nova escola, que passou a denominar-se Colégio Elementar Paula Soares, em homenagem ao professor, político e médico Francisco de Paula Soares (1825-1881), por seus "serviços de destaque prestados à Instrução Pública". Paula Soares foi diretor da Escola Normal de Porto Alegre.
O Curso Anexo já funcionava então em um prédio construído pelo governo estadual em 1918, em um terreno de 2.420 m² perto do Palácio Piratini. A área era utilizada como depósito de materiais e armas do governo. O engenheiro responsável pela edificação do prédio em estilo neoclássico foi Teófilo Borges de Quadros, que não fez alterações na planta. A obra, erguida em alvenaria e concreto armado, custou cerca de 800 contos de réis aos cofres públicos.

### Paula Soares e Pio XII
Em 1955, o Grupo Escolar Paula Soares deu origem ao Ginásio Estadual Feminino Paula Soares. Este, mais tarde, mudou de nome para Ginásio Estadual Pio XII e, em 1962, para Colégio Estadual Pio XII. Até 1981, por mais de duas décadas, o Grupo Escolar Paula Soares e o Colégio Estadual Pio XII funcionaram no mesmo prédio da Rua General Auto, mas em turnos diferentes, com o Pio XII ministrando suas aulas (de ginásio e colegial) à tarde e à noite e o Paula Soares sendo responsável pelo ensino primário pela manhã. Naquele ano, as duas escolas foram unificadas, prevalecendo o nome Paula Soares.
O Colégio chegou a ter convênios com diferentes instituições. No segundo grau, oferecia habilitações de Auxiliar de Patologia Clínica, em parceria com a Fundação Faculdade Católica de Medicina (aual UFCSPA) e de Auxiliar de Contabilidade e Escritório, em parceria com o SENAC. Manteve também convênio com o Centro Interescolar Evarista Flores da Cunha, para que seus alunos da 7° e 8° série aprendessem técnicas agrícolas, comerciais, domésticas e industriais, bem como com a Aliança Francesa de Porto Alegre para o ensino do idioma. 
Em 2000, a escola passou a se chamar oficialmente Colégio Estadual Paula Soares.